# رو وون
کیم سوک وو (کره‌ای: 김석우؛ زادهٔ ۷ اوت ۱۹۹۶) که بیشتر با نام هنری رو وون (کره‌ای: 로운؛ انگلیسی: Rowoon) شناخته می‌شود، خواننده، بازیگر و مدل اهل کره جنوبی است. او عضو سابق گروه پسرانه کره جنوبی اس‌اف‌ناین (SF9) است. رو وون به عنوان بازیگر به خاطر ایفای نقش در مجموعه‌های تلویزیونی تو فوق‌العاده‌ای (۲۰۱۹)، او هرگز نخواهد فهمید (۲۰۲۱)، احساس پادشاه (۲۰۲۱)، فردا (۲۰۲۲) و مقدر شده با تو (۲۰۲۳) شناخته می‌شود.

## فیلم‌شناسی

### فیلم
| سال  | عنوان            | نقش  | توضیحات              | منابع |
| ---- | ---------------- | ---- | -------------------- | ----- |
| ۲۰۲۰ | تور جهانی ترول‌ها | برنچ | صداپیشه، دوبله کره‌ای |       |

### مجموعه تلویزیونی
| سال  | عنوان                | نقش                  | توضیحات                        | منابع  |
| ---- | -------------------- | -------------------- | ------------------------------ | ------ |
| ۲۰۱۷ | مدرسه ۲۰۱۷           | کانگ هیون ایل / ایشو |                                | [ ۱ ]  |
| ۲۰۱۸ | مودولاو              |                      | حضور افتخاری (قسمت ۸)          |        |
| ۲۰۱۸ | درباره زمان          | چوی وی جین           |                                | [ ۲ ]  |
| ۲۰۱۸ | سرزمین ستارگان       | کو اون سوب           |                                | [ ۳ ]  |
| ۲۰۱۹ | تو فوق‌العاده‌ای       | ها رو                |                                | [ ۴ ]  |
| ۲۰۲۰ | در خاطرت مرا پیدا کن | جو یو مین            | حضور افتخاری (قسمت ۱)          | [ ۵ ]  |
| ۲۰۲۰ | این عشق بود؟         | خودش                 | حضور افتخاری همراه با اس‌اف‌ناین | [ ۶ ]  |
| ۲۰۲۱ | او هرگز نخواهد فهمید | چه هیون سونگ         |                                | [ ۷ ]  |
| ۲۰۲۱ | احساس پادشاه         | جونگ جی وون          |                                | [ ۸ ]  |
| ۲۰۲۲ | فردا                 | چوی جون وونگ         |                                | [ ۹ ]  |
| ۲۰۲۳ | مقدر شده با تو       | جانگ شین یو          |                                | [ ۱۰ ] |
| ۲۰۲۳ | دلال ازدواج          | شیم جونگ وو          |                                | [ ۱۱ ] |

### مجموعه اینترنتی
| سال  | عنوان            | نقش   | توضیحات               | منابع         |
| ---- | ---------------- | ----- | --------------------- | ------------- |
| ۲۰۱۶ | روی قلبت کلیک کن | خودش  |                       | [ ۱۲ ]        |
| ۲۰۲۳ | به سوی زمان تو   | ته ها | حضور افتخاری (قسمت ۸) | [ ۱۳ ] [ ۱۴ ] |